# Manoir de la Ville-Aux-Veneurs
Le manoir de la Ville-Aux-Veneurs est construit en 1761-1763 pour Sébastien Moizan (1705-1779), ancien avocat au parlement de Bretagne devenu marchand de toile. Son fils Pierre-Anne Moizan (1740-1817), également marchand de toile, puis son petit fils Ange-Marie Moizan y habitent et deviennent le premier et le deuxième maire de Trévé. Le manoir reste la propriété de descendant de la famille jusqu'à la fin des années 1990. Il est notamment le lieu de résidence de l'historien André Oheix (1882-1915). 
Propriété privée, il est protégé par un arrêté du 7 octobre 1975 qui l'inscrit monument historique.

## Situation géographique
Le manoir de la Ville-Aux-Veneurs est situé au lieu-dit Ville-Aux-Veneurs sur la commune de Trévé dans le département des Côtes-d'Armor, en région Bretagne. À environ trois kilomètres au sud-ouest du bourg et à cinq kilomètres au nord-ouest de Loudéac.

## Toponymie
Le lieu-dit Ville-Aux-Veneurs, débute par « ville » qui vient du latin villa aurait ici le sens de « ferme » ou « maison de campagne ». Veneurs, est un terme utilisé en vénerie, le veneur est un personnage qui mène la chasse.

## Historique
Le corps principal et le pigeonnier sont construits en 1761 par Sébastien Moizan (1705-1779), ancien avocat au parlement de Bretagne, un marchand de toile, également « administrateur es biens de la famille de Cornulier ». 

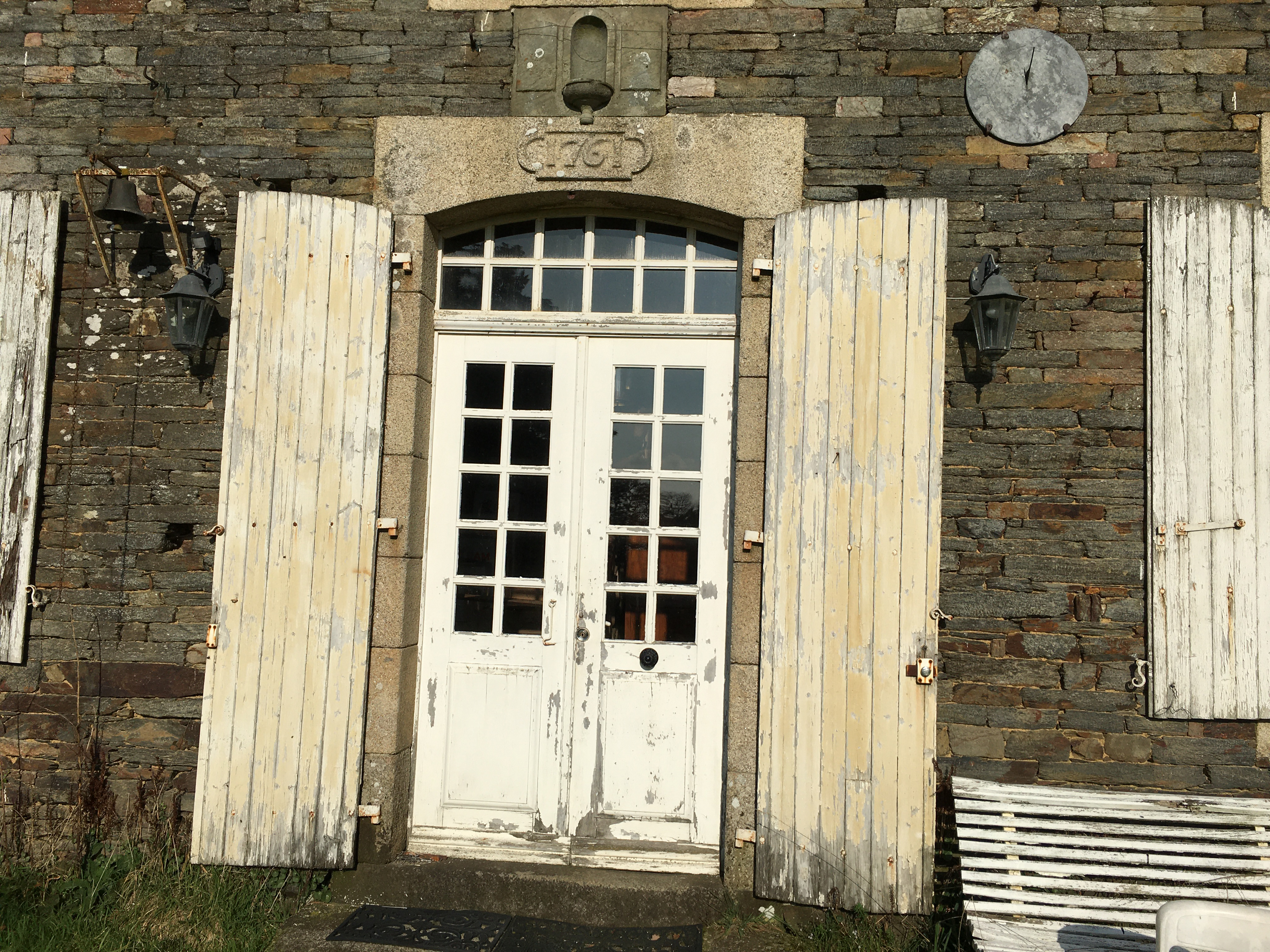
Porte d'entrée de la façade sud avec inscrit dans la pierre "1761".

Son fils, Pierre-Anne Moizan (1740-1817), lui succède comme marchand de toile, il fait construire l'aile est du manoir et devient le premier maire de Trévé. Ses archives économiques, donnent nombre de renseignements sur une période de vingt ans, de 1772 à 1793. Acheteur de toiles qu'il préparait en balle, en vingt ans il a livré aux blanchisseurs mille six cent quarante balles. Le blanchiment allant de deux mois, pour les toiles de qualité, à quatre mois pour la qualité inférieure, cela représentait l'immobilisation d'un important capital pendant une période longue. La marchandise devait impérativement être terminée et récupérée pour le départ des bateaux de Saint-Malo à la belle saison, au mois d'août. Pour mettre en concurrence les artisans et limiter les risques, il distribue sa production à plusieurs artisans répartis principalement sur quatre paroisses. Pendant cette période de vingt ans cela représente : Saint-Caradec (686 balles à 21 blanchisseurs), Trévé (356 balles à 11 blanchisseurs), Hémonstoir (297 balles à 8 blanchisseurs), Le Quillio (259 balles à 5 blanchisseurs). D'autres paroisses figurent pour un ou deux artisans, dans ce lot seul émerge Loudéac (33 balles à 4 blanchisseurs).
L'activité de la toile a déjà décliné lorsque son fils Ange-Marie Moizan devient propriétaire du manoir. Il est propriétaire foncier et fut aussi maire de Trévé. Le Manoir devient ensuite la propriété de sa fille Jeanne-Marie qui a épousé le médecin Jean-Auguste-Marie Oheix. Leur fils Robert-Ange-Marie Oheix (1845-1904) et son fils André Oheix (1882-1915) habitent le manoir qui reste ensuite la propriété de descendants de la famille, les Guillon, jusqu'aux années 1990.

## Arbre généalogique Moizan, Oheix
- Sébastien Moizan (1705-1779)
  - Pierre-Anne Moizan (1740-1817), premier maire de Trévé, fils du précédent.
    - Ange-Marie Moizan (1782-1866, maire de Trévé, fils du précédent.
      - Jeanne-Marie Moizan (1821-1893) se marie avec le docteur Jean-Auguste-Marie Oheix (né le 7 mars 1815 à Campbon (Loire-Inférieure), décédé en 1881).
        - Robert-Ange-Marie Oheix (né le 29 juin 1845 à Savenay, décédé en 1904), avocat, marié en 1878 avec Marie-Ambroisine-Louise-Théodore Pivert (1856-1882)
          - Jeanne Oheix (1880-1969) se marie avec Augustin Louet, notaire à Quintin
          - Robert Oheix, né le 7 juillet 1881 à Loudéac, mort pour la France le 24 avril 1917 à Auberive (Marne).
          - André Oheix (né le 26 novembre 1882 à Loudéac, mort pour la France le 14 juillet 1915 à Vienne-le-Château), avocat et historien.

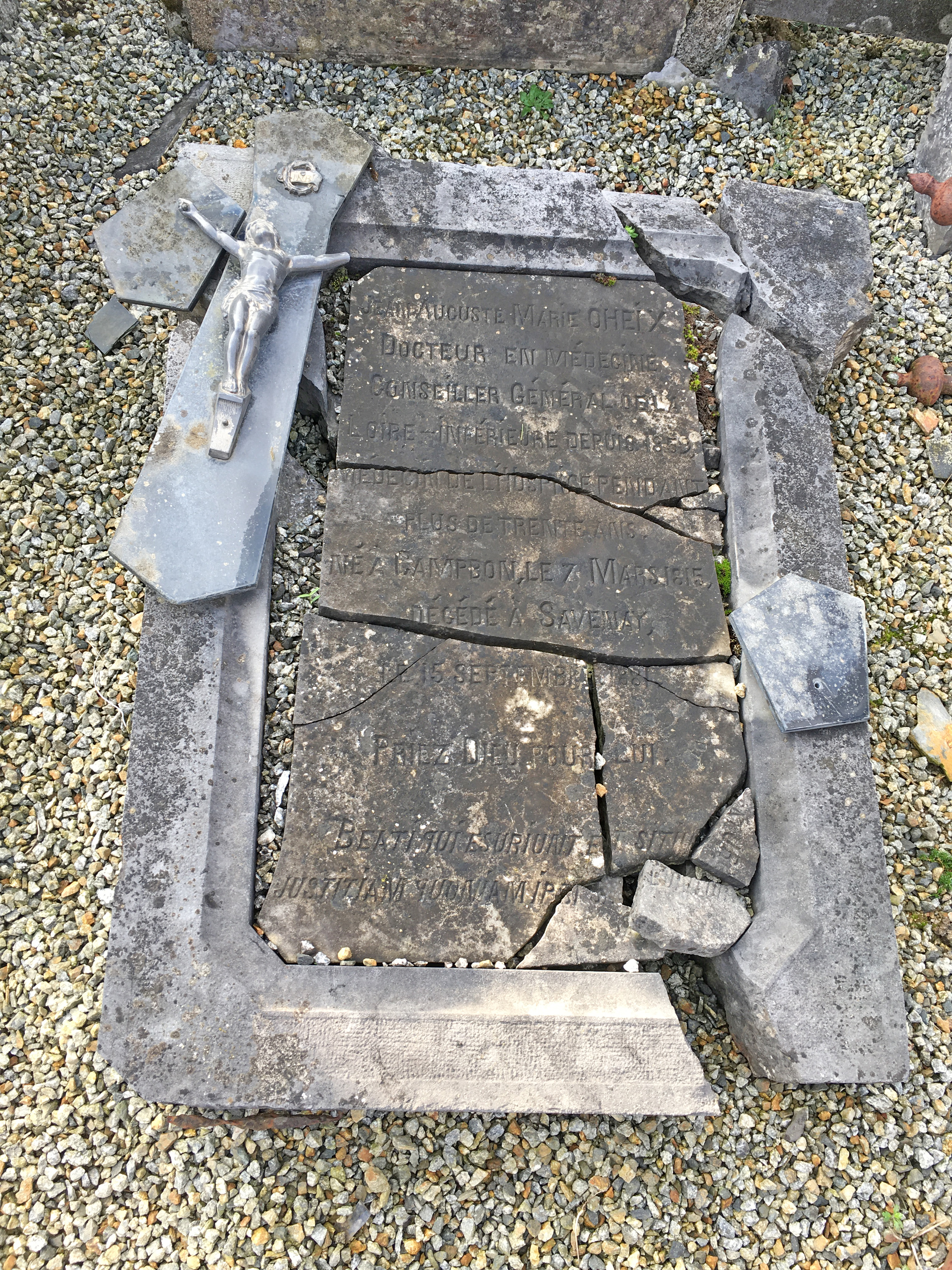
Tombe brisée au fond du cimetière de Trévé de Jean-Auguste Marie Oheix
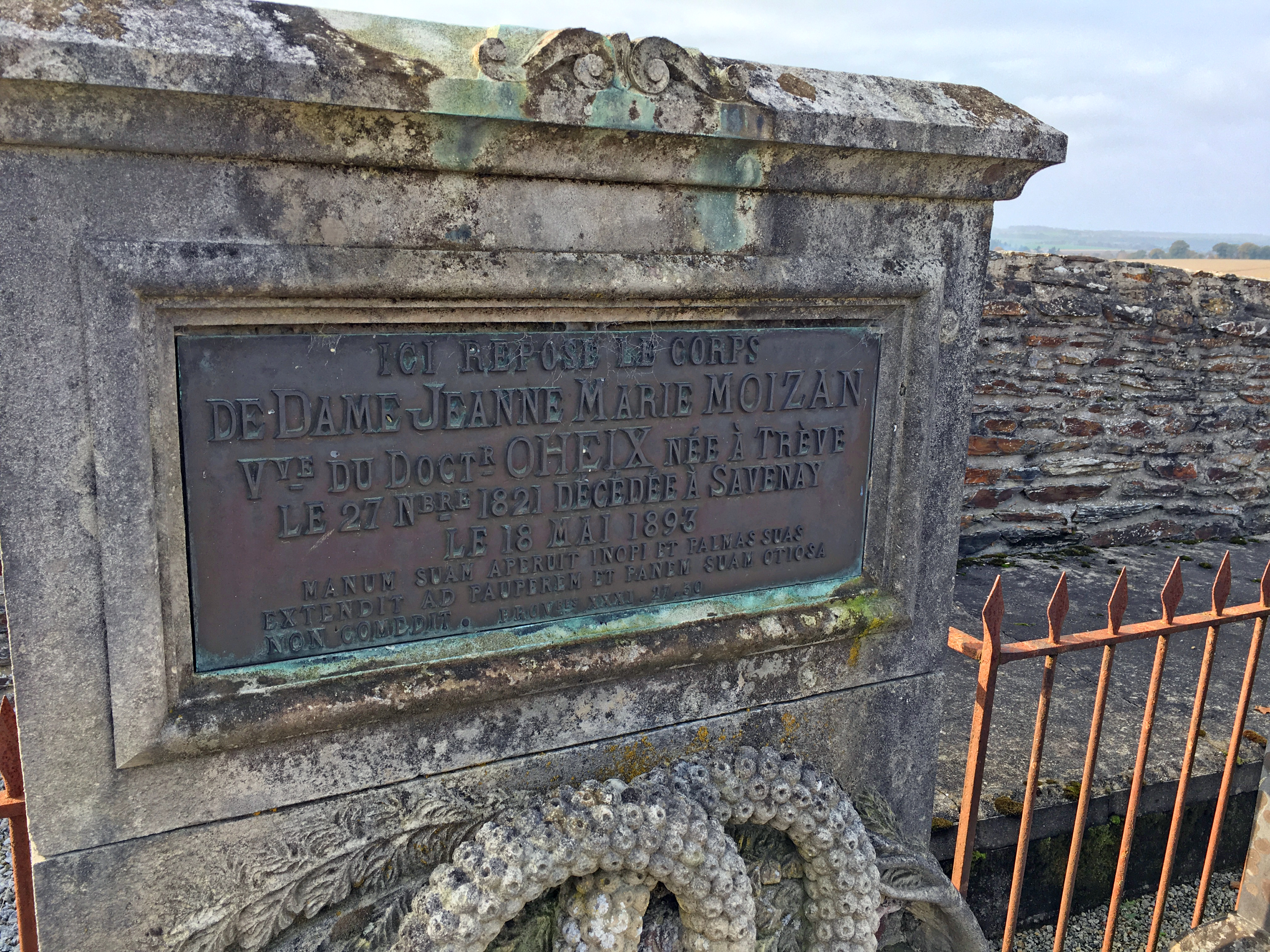
Détail de la plaque de l'ancienne tombe (en ruine) de Jeanne-Marie Moizan (1821-1893).
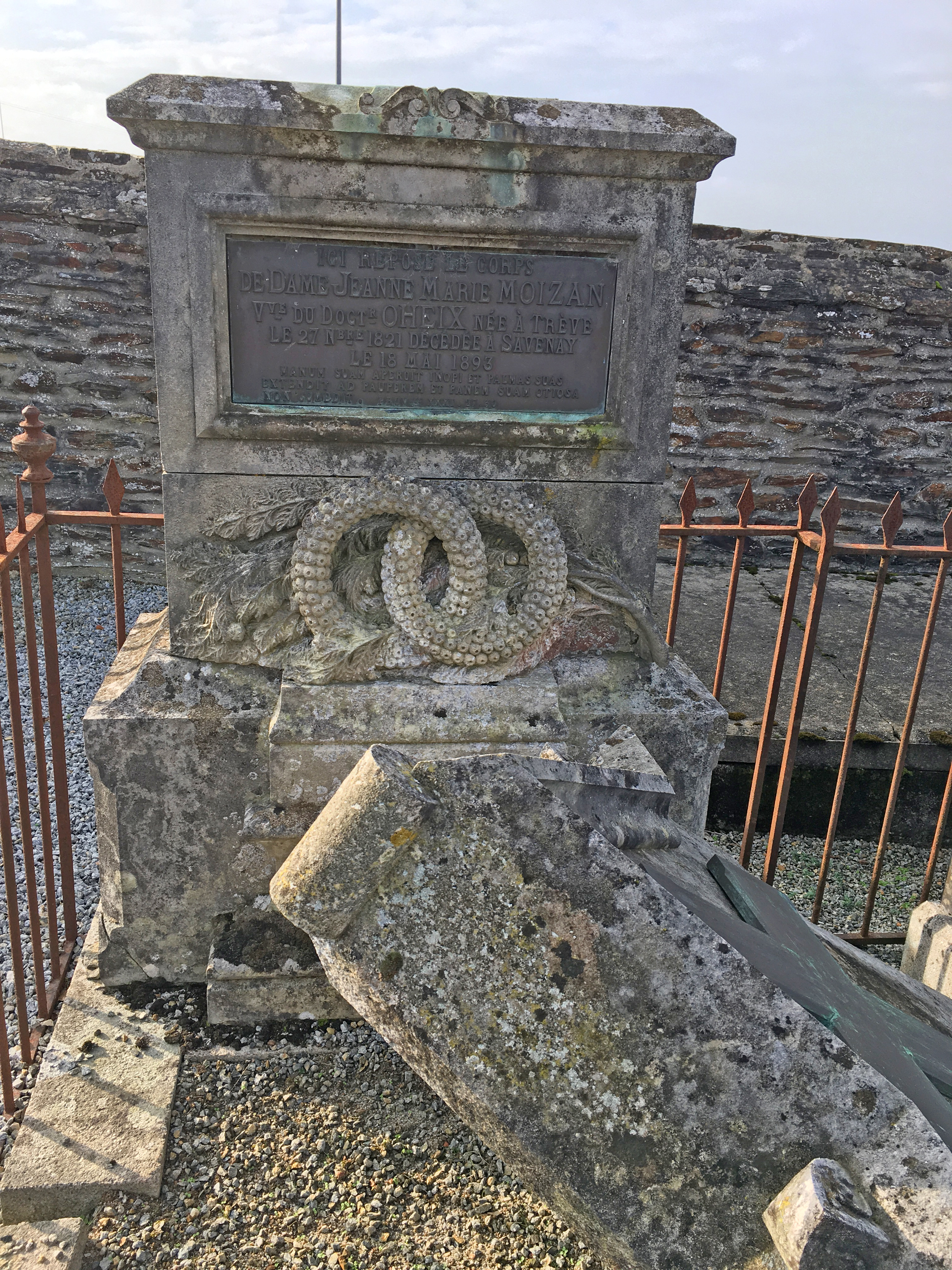
La tombe dans son environnement ruiné, enclos de la famille Oheix.

## Patrimoine

### Protection
Le manoir de la Ville-Aux-Veneurs est inscrit monument historique le 7 octobre 1975. La protection concerne : la parcelle cadastrée n° D566, les « façades et toitures du manoir et des deux pavillons Sud-Est et Sud-Ouest ; escalier avec sa rampe en bois ; salle à manger et grand salon avec leur décor ». 
Descriptif de l'édifice : « Manoir construit dans un site boisé, de plan allongé simple en profondeur comportant un corps principal ajouré de six travées de baies à arc en segment, et deux corps secondaires en retour d'équerre à l'est. Le toit à croupe est garni de petites lucarnes sur le pan couronnées d'épis de faîtage en terre cuite vernissée ; la partie centrale du toit est ornée d'un lignolet en ardoises repercées figurant deux personnages à cheval (?). Un élément en ferronnerie (girouette) complète ce décor ».

### État du manoir
L'ensemble de cette propriété privée est en bon état en 1975, lors de son classement.
En novembre 2021, le manoir est en mauvais état, notamment toutes les huisseries en bois extérieures, il sort, sans doute, d'une période d'abandon de plusieurs dizaines d'années. Un chantier de couverture, en ardoise ordinaire contrairement à l'état initial lors de la protection, est en cours, la toiture du bâtiment principal vient d'être terminée, le lignolet représentant des scènes de chasse a disparu. La toiture d'un bâtiment annexe, perpendiculaire et au sud-est du corps du logis, est en cours (voir photos novembre 2021).

Le manoir en novembre 2021
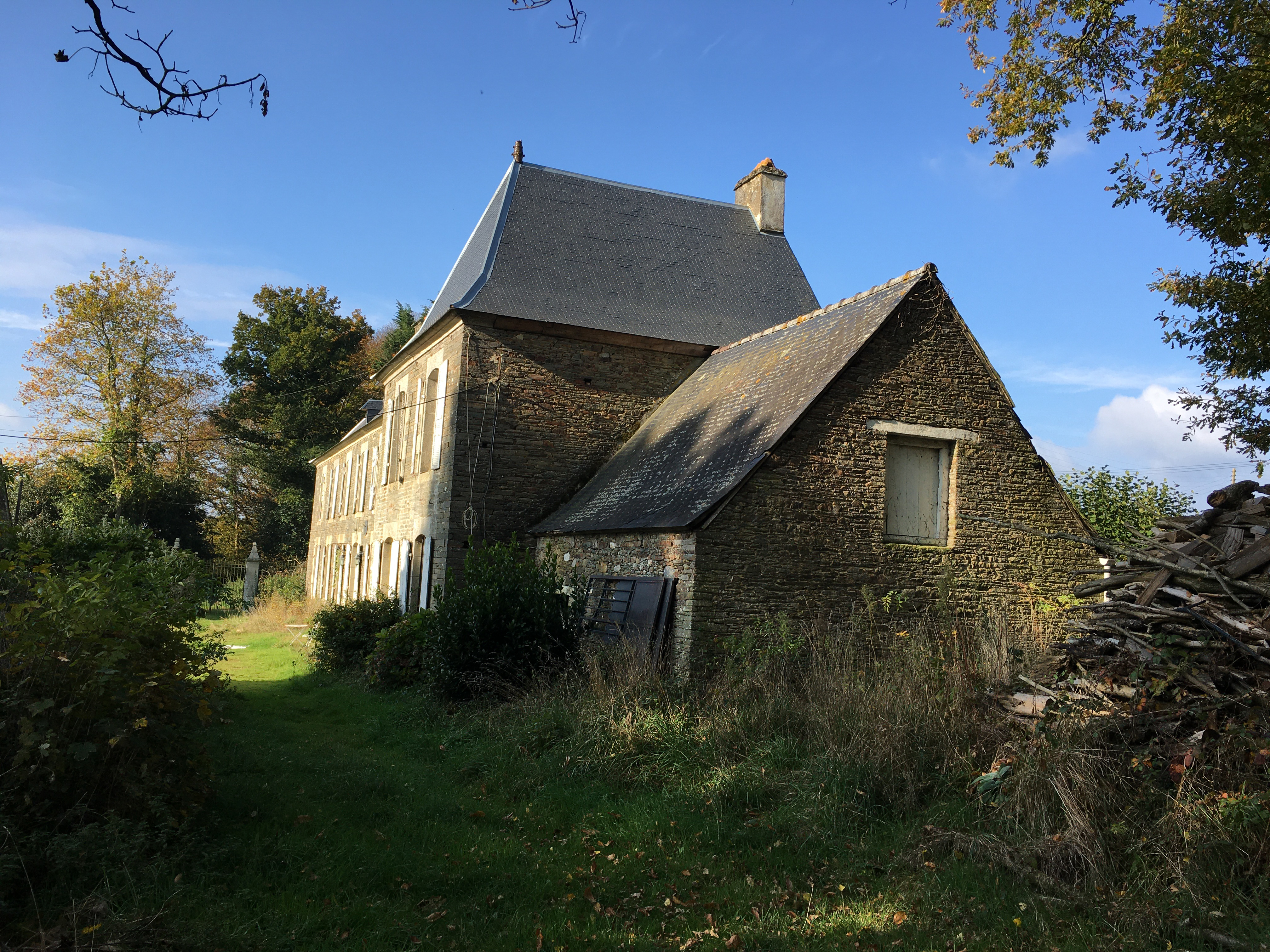
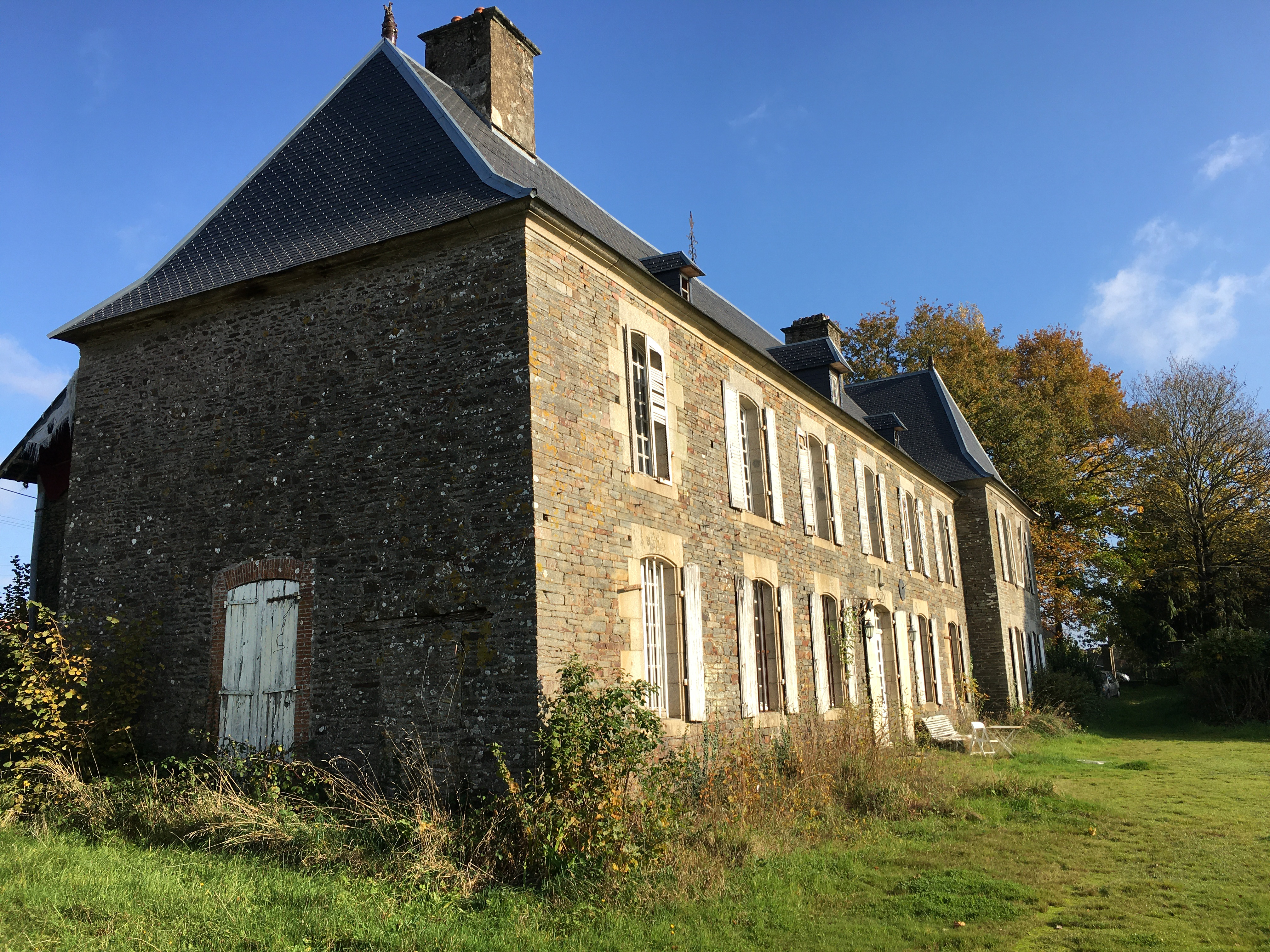
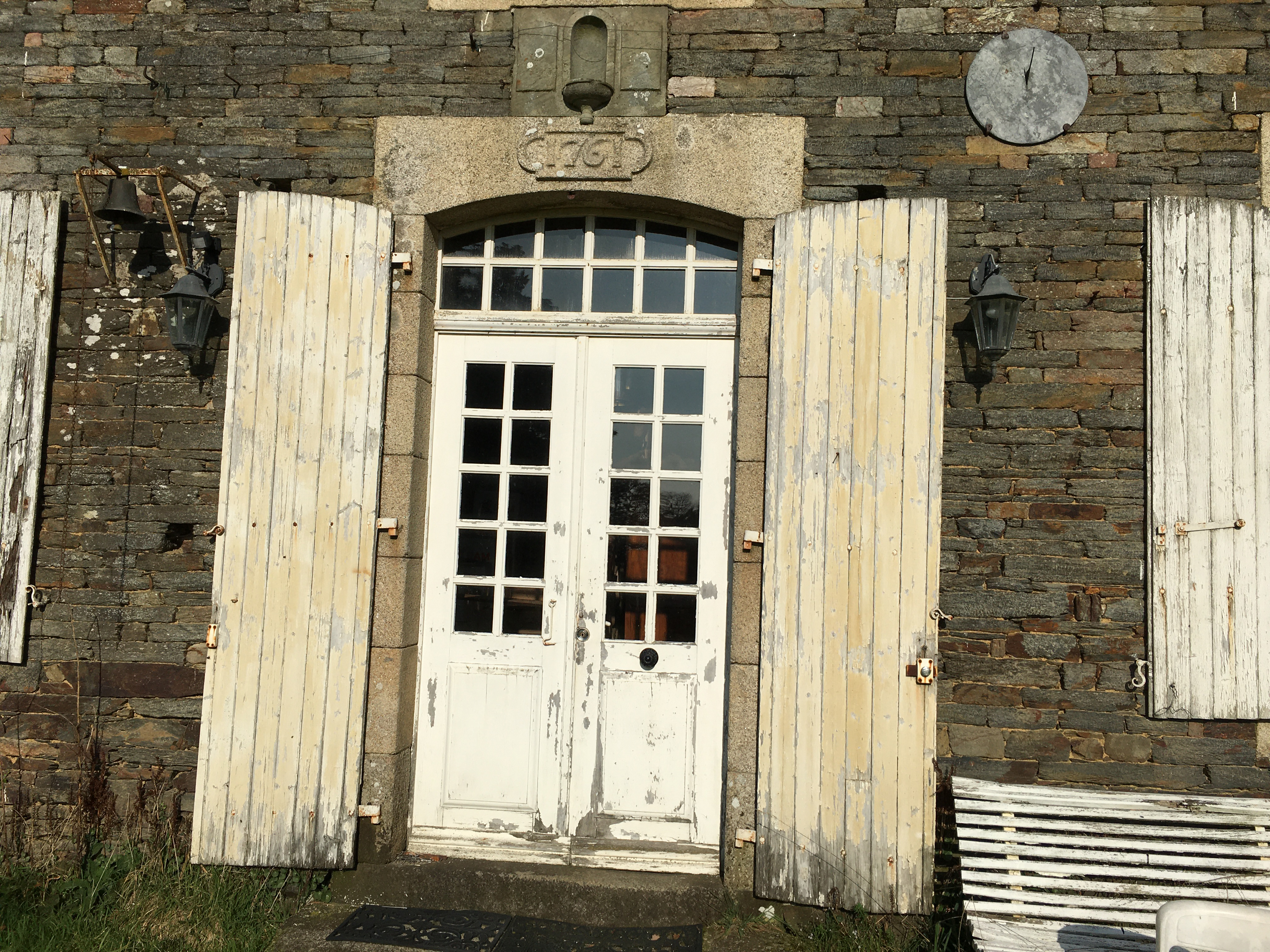